# سین‌ایترو تومونوجا
سین ایتیرو تومونوجا (به انگلیسی: Sin-Itiro Tomonaga) ‏ (زاده ۳۱ مارس ۱۹۰۶ – درگذشته ۸ ژوئیه ۱۹۷۹)، دانشمند و فیزیکدان سرشناس ژاپنی بود.